# Shelby Singleton
Shelby Sumpter Singleton jr. (* 16. Dezember 1931 in Waskom, Texas; † 7. Oktober 2009 in Nashville, Tennessee) war ein US-amerikanischer Musikproduzent. Er gehörte zu den einflussreichsten Schallplattenlabel-Inhabern und war überwiegend im Sektor der Countrymusik tätig.

## Werdegang

Margie Singleton - Take time out for love

Seine Eltern waren Shelby Sumpter Singleton sr. und Alvina Marcantel Singleton. Nach seinem Schulabschluss im Jahre 1947 besuchte er ein Business College im nahe gelegenen Shreveport (Louisiana). Danach wurde er während des Korea-Kriegs zu den Marines eingezogen, wo er sich im Kampf eine Verletzung zuzog. Nach seiner Rückkehr heiratete er 1948 die erst 13-jährige Margie Ebey, die unter dem Namen Margie Singleton ab Februar 1957 Countrymusik aufnahm. Ihr Mann war bei Remington Rand als Techniker angestellt und kam durch Margie in Verbindung mit dem Musikgeschäft. Sie erhielt im März 1957 einen Plattenvertrag mit Starday Records, einem kleinen Label, das sich seit seiner Gründung im Jahr 1953 auf Country- und Country-Blues spezialisiert hatte. Verbindung zur Musikwelt bekam ihr Ehemann als Mitautor der Titel Love Is A Treasure und My Picture Of You (beide aufgenommen im Juni 1957; Starday #309) und Take Time Out For Love (Oktober 1957; Starday #323) seiner Frau und machte sie bekannt, bis sie 1958 in die Louisiana Hayride aufgenommen wurde. Ehemann Shelby wechselte im Oktober 1957 zu Starday Records, die mit Mercury Records über einen Vertriebsvertrag verbunden waren, wo er zunächst für den regionalen Vertrieb in Shreveport zuständig war. Als im Juli 1958 die Zusammenarbeit zwischen beiden Labels beendet wurde, ging er zu Mercury Records als regionaler Vertriebsmanager.

## Mercury Records
Im Juli 1959 zog er als Artists-and-Repertoire-Leiter für Mercury nach New York. Dort tauchte Singletons Name erstmals ab 1960 sporadisch als Musikproduzent auf, nicht jedoch in der Intensität großer Musikproduzenten der Zeit wie Leiber/Stoller, Jerry Wexler oder Chips Moman. Er sprang ersichtlich erstmals als Produzent bei Please Help Me I’m Falling und dem Mule Skinner Blues von Rusty Draper (aufgenommen am 24. April 1960) ein, als der vorgesehene Produzent im Schneesturm steckenblieb; diese Coverversion verkaufte 150.000 Exemplare. Als Brook Benton im April 1961 zu Studioaufnahmen nach Nashville kam, gab es Schwierigkeiten mit seiner Unterbringung, da dort die Hotels keine farbigen Gäste aufnahmen. „Ich musste ihn bei mir übernachten lassen“, erinnerte sich Singleton. Mit ihm produzierte Singleton den Boll Weevil Song, einem traditionellen Folksong über die fiktive Unterhaltung zwischen einem Baumwoll-Schädling (dem Baumwollkapselkäfer) und dem betroffenen Farmer, veröffentlicht im Mai 1961. Benton erreichte hiermit Rang zwei der Popcharts und damit seine beste Platzierung überhaupt. Singleton holte Clyde McPhatter 1961 von Atlantic Records zu Mercury Records und produzierte mit ihm den Hit Lover Please (März 1962; Rang 7 Pop) und weitere Singles. Es folgten drei Hitproduktionen für Ray Stevens, von denen 1962 Ahab the Arab der erfolgreichste war.

Leroy van Dyke - Walk on By

Country-Sänger Leroy Van Dyke wurde seit Januar 1961 von Singleton produziert, so auch dessen zweitgrößter Hit Walk on By (aufgenommen am 12. Mai 1961) mit dem Sessiongitarristen Jerry Kennedy (Margie Singleton spielte Harmonika und sang im Chor), der sich zu einem der größten Country-Hits mit insgesamt 1,5 Millionen verkauften Exemplare entwickelte. Der Hit belegte Rang eins für 19 Wochen in den Countrycharts bzw. Rang fünf der Popcharts und gehört damit zu den erfolgreichsten Countrysongs. Insgesamt produzierte er mit van Dyke 13 Sessions bis Januar 1965, bevor er ihn 1973 in seinem Singleton-Sound Studio bis 1980 musikalisch beaufsichtigte.
Singleton konzentrierte sich gleichzeitig auf potenzielle Hits bei kleinen Plattenlabels, um diesen einen nationalen Vertrieb mit besseren Umsatzchancen zu ermöglichen. Das geschah bei Chantilly Lace (Big Bopper auf dem Label „D“, August 1958) oder Running Bear (Johnny Preston, Oktober 1959). Das von Bruce Channel im Dezember 1961 für das Label Le Cam aufgenommene und untergegangene Hey Baby wurde im Januar 1962 von Mercury-Tochterlabel Smash Records aufgegriffen und zum Nr. 1-Hit (Mundharmonika gespielt von Delbert McClinton); den höchsten Rang erreichte auch Hey Paula vom Duo Paul & Paula nach Veröffentlichung im Dezember 1962, ebenfalls von LeCam erworben. Beide Hits wurden von dem ehemaligen Luftwaffenmajor Bill Smith produziert. Im Jahr 1963 erwarb Singleton den Musikverlag Dave Dreyer Music, als der Namensgeber seinen Verlag aus Altersgründen nicht mehr weiterführen wollte.

Joe Dowell - Wooden Heart

Smash Records wurde im Februar 1961 als Sublabel von Mercury gegründet und war als Rock-&-Roll- und Jazzlabel geplant. Früher Hit war das von Singleton produzierte Wooden Heart (eine Adaption des deutschen Volksliedes Muss i denn, muss i denn zum Städtele hinaus) von Joe Dowell. Dessen erste Aufnahmesession als Sänger für das neue Label fand am 26. Mai 1961 in den Bradley Film & Recording Studios, Nashville, statt. Produzent Singleton hatte am Tag vor dem Aufnahmetermin den Elvis-Film G. I. Blues im Kino gesehen und eine Vorahnung, dass Wooden Heart ein Hit werden könnte. Deshalb schlug er Dowell vor, den Song mit Ray Stevens an der Orgel und mit Jerry Kennedy (Bassgitarre) einzuspielen. Das Studio war ab 11:00 Uhr gebucht, und Dowell hatte drei Stunden Zeit, den zum Teil deutschsprachigen Song anhand der Lautschrift einzustudieren. Zusammen mit den Merry Melody Singers produzierte Shelby Singleton eine stimmlich der Elvis-Aufnahme stark ähnelnde Version, die sich über eine Million Mal umsetzte.
Singleton stieg im November 1962 zum Vizepräsidenten von Mercury auf, nachdem er seit 1959 eindeutig der erfolgreichste Pop- und Countryproduzent dieses Labels sei, berichtete das Musikmagazin Billboard. Für Smash unterschrieb er Plattenverträge mit Jerry Lee Lewis (September 1963), Roger Miller (dort produziert von Jerry Kennedy; Januar 1964) und Charlie Rich (Juni 1965), für Mercury mit Faron Young, Dave Dudley oder Ray Stevens. Für Lewis wurden zwischen dem 22. und 24. September 1963 die Sun-Records-Studios in Nashville im Auftrag von Smash gebucht (produziert von Singleton mit Toningenieur Billy Sherrill), doch das Label wusste nicht so recht, in welcher Stilrichtung Lewis zu vermarkten wäre (Rhythm & Blues, Soul oder Rockmusik); seine spektakulären Tournee-Erfolge in Europa (er trat u. a. am 5. April 1964 im Hamburger Star-Club mit den Nashville Teens auf) beeindruckten Smash indes nicht. Der späte Erfolg kam in den Country-Charts, wo er mit einigen hoch platzierten Hits vertreten war. What’s Made Milwaukee Famous (aufgenommen am 16. April 1968), ein autobiografischer Song über die negativen Folgen des Bierkonsums, erreichte im Juni 1968 Rang zwei der Charts. Zu spät für die Plattenfirma, denn man ließ seinen Plattenvertrag im September 1968 auslaufen.

## Eigenes Plattenimperium
Im Dezember 1966 verließ Shelby Singleton das Label Mercury und gründete im Oktober 1967 Shelby Singleton Production & Publishing (SSS) mit einem Countrylabel Plantation, Poplabel SSS und Soullabel Silver Fox zusammen mit seinem Toningenieur Joe Veneri (der hatte auch Mercury verlassen). Muttergesellschaft eines mittleren Konzerns war The Shelby Singleton Corporation in Nashville mit eigenem Tonstudio, Musikverlag und 15 Plattenlabels. Alle neuen Künstler wurden durch Tonstudio, Plattenlabel und Musikverlag im Konzern begleitet. Als wichtigstes Label des Imperiums sollte sich Plantation Records herausstellen. Nachdem Singleton im Mai 1968 endgültig nach Nashville gezogen war, brachte im Juli 1968 die dritte Single des Plantation-Labels den Durchbruch.

## Größter Hit
Seine Frau Margie folgte ihrem Gatten als Sängerin zu den Plattenlabels, bei denen er als Produzent oder A&R-Direktor tätig war. Margie blieb bis Juli 1960 bei Starday Records, wo sie inzwischen acht Singles und eine LP herausgebracht hatte. Ab August 1960 stand sie bei Mercury Records unter Vertrag. Hier blieb sie bis November 1964, um dann ab 1965 zu United Artists zu wechseln. Grund dieses Wechsels war die Scheidung von Shelby Singleton Anfang 1965. Noch im selben Jahr heiratete sie Countrysänger Leon Ashley, dem ein Plattenlabel gehörte. Als sie 1967 schließlich zu Ashleys Label Ashley Records ging, brachte sie hier im Juli 1968 das Original eines von Tom T. Hall verfassten Storysongs über eine fiktive Begegnung zwischen einer alleinerziehenden Witwe und dem Elternbeirat der Schule ihres Kindes, der ihren Umgang mit Kleidung, Alkohol und Männern des Dorfes bemängelt, unter dem Titel Harper Valley P.T.A. heraus. Dieses Original des Countrysongs blieb ohne Hitparadenresonanz.

Jeannie C. Riley - Harper Valley P.T.A.

Shelby Singleton erfuhr von der Single seiner Ex-Frau, sicherte sich die Rechte und buchte für den 26. Juli 1968 in den Columbia Recording Studios in Nashville einen Aufnahmetermin für Jeannie C. Riley und eine weitere Sängerin namens Royce Clark; Singleton war sich nicht sicher, ob die stimmlichen Fähigkeiten von Riley ausreichen würden, denn sie hatte lediglich die Erfahrung von einer einzigen Aufnahmesession. Es entstanden Harper Valley P.T.A. / Yesterday and All Day Long Today, produziert von Shelby Singleton und gesungen von Jeannie C. Riley. Singletons langjähriger musikalischer Wegbegleiter Jerry Kennedy spielte während der spärlich instrumentierten Aufnahmesession Dobro. Am Tag danach ging Singleton mit dem Masterband zum einflussreichen Radio-DJ Ralph Emery von WSM Nashville, der die A-Seite mehrfach auf Wunsch spielte. Als dritte Single des jungen Labels wurden die Titel im August 1968 als Plantation # PL3 vermarktet. Jeannie C. Riley glaubte zu jener Zeit noch, der Song sei nicht genug „country“, um sie als Country-Sängerin zu etablieren. Bereits zwei Wochen nach Veröffentlichung waren 1,75 Millionen Exemplare verkauft, alleine in den USA wurden es insgesamt vier Millionen, weltweit über sechs Millionen Stück. Ab August 1968 nahm Riley ihre Platten nur noch in den neuen Singleton Sound Studios in Nashville auf.
Er produzierte auch zwei mittlere Hits für Peggy Scott und Jo Jo Benson (Soulshake, Februar 1969, Rang 37 Popcharts und Pickin' Wild Mountain Berries, Oktober 1968, #27), Reconsider Me (für Johnny Adams; Juni 1969, #28) oder Groovy Grubworm (für Harlow Wilcox and the Oakies, Oktober 1969, #30).

## Kauf von Sun Records

Elvis Presley: The Sun Years - Interviews and memories, Seite 2

Mit den Einnahmen aus seinem Crossover-Millionenseller Harper Valley P.T.A. finanzierte Singleton den Erwerb von Sun Records und deren Masterbändern am 1. Juli 1969. Er erwarb den kompletten Label-Katalog zu einem Kaufpreis von einer Million Dollar. Um den Investitionsaufwand zurückzubekommen, sorgte er für eine regelmäßige und diskografisch sorgfältige Veröffentlichung des Sun-Records-Katalogs und auch der bisher unveröffentlicht gebliebenen Aufnahmen. Die Fachliteratur kritisierte, dass er den Markt mit Niedrigpreis-LPs geradezu überschwemmt habe. Als sich Singleton entschloss, auch Elvis Presleys verbliebene Sun-Aufnahmen kurz nach dessen Tod erneut zu veröffentlichen (LP The Sun Years: Elvis Presley; Sun#1001; veröffentlicht im September 1977 mit Elvis-Interviews), wurde er von RCA verklagt, musste 45.000 Dollar Schadensersatz zahlen und die LP vom Markt nehmen. Es stellte sich dabei heraus, dass lediglich die finalen Mastertapes von Elvis bei dessen Wechsel durch RCA erworben wurden. Die LP war Teil einer Serie von allen ehemaligen Sun Records-Stars. Im April 1997 hat Singleton Sun Records mit der Brave Entertainment Corporation verschmolzen, ein extensives Programm von Wiederveröffentlichungen des Sun-Kataloges brachte ihm die Investitionskosten wieder ein.

## Statistik
BMI zufolge sind für Singleton 61 Titel urheberrechtlich registriert, darunter 1 BMI-Award. Seine ehemalige Frau übertraf ihn mit 251 Titeln deutlich, darunter drei BMI-Awards. Er komponierte etwa Am I That Easy to Forget (BMI-Award), dessen Original vom Mitkomponisten Carl Belew am 17. Dezember 1958 aufgenommen und mindestens 25 Mal gecovert wurde. Die erfolgreichste Fassung stammt von Skeeter Davis (aufgenommen am 14. Dezember 1959, Rang 11 Countrycharts), für den europäischen Markt wurde der Titel zehn Jahre später von Engelbert Humperdinck erschlossen (Januar 1968, Rang 3 in Großbritannien).